# ASCII Media Works
ASCII MEDIA WORKS（日語：アスキー・メディアワークス），為日本出版社KADOKAWA旗下的品牌之一。
前身為2008年4月1日，作為次文化系出版社、遊戲公司的MediaWorks吸收合併作為IT系出版社的ASCII後的「株式会社ASCII MEDIA WORKS」（ASCII MEDIA WORKS Inc.）。
2013年10月1日，被KADOKAWA吸收合併、成為其事業品牌。

## 沿革

### 株式会社ASCII和株式会社MediaWorks
- 1977年5月24日，「株式会社ASCII」（舊社）設立。
- 1991年6月24日，「株式会社AstroArts」設立。
- 1992年10月15日，原本角川Media Office的員工集體離職，在主婦之友社的幫助下，這些員工成立「株式会社MediaWorks」。
- 1999年，MediaWorks與主婦之友社停止合作，同社產品交由角川書店發售。
- 2000年4月1日，ASCII（舊社）把娛樂相關事業過渡給ASCII Visual Entertainment，後者商號變更為「株式会社enterbrain」。
- 2002年11月18日，AstroArts社名變更為「ASCII」，並繼承ASCII舊社的出版事業。ASCII舊社社名變更為「MediaLeaves」，控股公司化。
- 2004年3月18日，角川控股收購MediaLeaves股份，後者子公司化。

### 株式会社ASCII MEDIA WORKS
- 2008年4月1日，MediaWorks吸收合併ASCII，商號變更為「株式会社ASCII MEDIA WORKS」。此後，同社出版物的ISBN出版社代碼變為與角川書店相同的「04」。
- 2008年7月7日，本社從千代田區神田駿河台（舊MediaWorks本社）遷移至新宿區西新宿。
- 2010年3月4日，取得株式会社魔法的iLand（日语：魔法のiらんど）70%股份，並將其子公司化。
- 2011年1月1日，吸收合併魔法的iLand[1]。
- 2011年4月1日，包括ASCII MEDIA WORKS在內的角川集團各社家用遊戲出版事業統合至角川遊戲旗下[2]。
- 2011年5月23日，本社遷移至千代田區富士見的角川第3本社大樓。
- 2013年2月1日，旗下媒體研究部門角川ASCII綜合研究所分離，成為角川集團獨立子公司[3]。

### ASCII MEDIA WORKS BC
- 2013年10月1日，合併入「株式会社KADOKAWA」成為品牌公司（BC, Brand Company），株式会社ASCII MEDIA WORKS法人消滅[4]。
- 2015年4月1日，KADOKAWA廢止品牌公司制度，ASCII MEDIA WORKS成為KADOKAWA公司旗下事業局。
- 2018年4月，ASCII MEDIA WORKS事業局廢除，旗下的ASCII事業併入角川ASCII綜合研究所[5]；MEDIA WORKS事業移至文藝局與漫畫暨角色局，文藝局內成立電擊MEDIA WORKS編輯部。

## 出版品
ASCII與MediaWorks的刊物並存發行。

### 雜誌
- 電撃G's magazine
  - LoveLive!Days ラブライブ！総合マガジン
- Chara Parfait（日语：キャラぱふぇ）
- 月刊Comic電擊大王
  - コミック電撃だいおうじ
- 電擊魔王
- 電擊萌王

#### 曾經發行的雜誌

##### 電擊系
- 電擊HOBBYMAGAZINE（日语：電撃ホビーマガジン）（1998年 - 2015年[6]）
- Figure Maniax乙女組（日语：フィギュアマニアックス乙女組） ※ 電擊HOBBYMAGAZINE增刊誌
- DENGEKI HIME （2001年 - 2014年）
- （2001年 - 2012年[7]） 增刊誌
- SYLPH（2006年 - 2017年）
- 電撃レイヤーズ  ムック
- 電擊黑魔王（日语：電撃黒「マ）王）  增刊誌
- VISUALBOY BRUSH  アスキードットPC增刊
- 電撃PSP　 電撃PlayStation增刊誌
- 電擊Games（日语：電撃ゲームス） （2009年 - 2011年[8]） 增刊誌
- 電擊G's Festival!（日语：電撃G's Festival!）（2004年 - 2015年） 增刊誌
- 電擊Girl's Style（日语：電撃Girl's Style）（2010年 - 2018年）
- 電擊大王GENESIS  增刊誌
- 電撃ARCADEカードゲーム（2007年 - 2009年） → 電撃アーケードゲーム（2010年 - 2016年） 電撃PlayStation增刊誌
- 電擊G's Comic（日语：電撃G'sコミック）（2014年 - 2019年） WEB媒体に移行
- 電擊Comic Japan（日语：電撃コミック ジャパン） - 電子雜誌，休刊
- COMIC@LOID　 電子雜誌
- COMIC it
- 電擊PlayStation ※ KADOKAWA Game Linkageに移行
- 電擊任天堂 ※ 同上
- 電擊文庫MAGAZINE（2007年 - 2020年）

##### ASCII系
- 週刊ASCII（日语：週刊アスキー） - 2015年5月26日發行1030期之後不再發行紙本，僅發行電子雜誌。
- ASCII PC（日语：アスキーPC） - 原名《ASCII.PC》，2013年3月號改為現名。2013年8月號（6月24日發售）休刊。
- 月刊ASCII.technologies - 休刊
- 月刊Business ASCII（日语：月刊ビジネスアスキー） - 休刊
- ASCII Cloud - 2013年4月發行創刊準備號，7月24日以月刊志形式正式創刊。2014年10月號（8月24日發售）後休刊
- MacPeople（日语：MacPeople） - 2014年11月號（9月29日發售）後休刊
- Ubuntu Magazine Japan - 隔月刊 → 季刊 → 不定期刊
- MACPOWER（日语：MACPOWER） - 休刊
- MIKU-Pack music & artworks feat.初音ミク - 第18號（2016年3月15日發售）後休刊

### 書籍
- 姫野かげまる 他『ファミ通コミックキッズ ヨッシーアイランド』1995年
- 伊達巌『神の暗号 - 旧約聖書に埋め込まれた日本の未来とは』1999年
- 有川浩『圖書館戰爭』（精裝版）2006年 - 2008年（2008年動畫化、2012年動畫電影化、2013年 - 2015年真人電影/電視劇化）

#### 電擊系（書籍）
- 電擊文庫
  - フォーチュン・クエスト（1997年電視動畫化）
  - 不吉波普不笑（1999年、2019年電視動畫化、2000年真人化、2005、2007年動畫電影化）
  - 奇諾之旅（2003年、2017年電視動畫化）
  - 急救超人兵團（2003年電視動畫化）
  - 星艦駕駛員（2005年電視動畫化）
  - 撲殺天使朵庫蘿（2005年、2007年OVA化）
  - 灼眼的夏娜（2005年、2007年、2011年電視動畫化、2007年動畫電影化、2009年OVA化）
  - 伊里野的天空、UFO的夏天（2005年OVA化）
  - 仰望半月的夜空（2006年電視動畫化、2006年電視劇化、2010年真人化）
  - 犬神！（2006年電視動畫化）
  - 獻上女神的祝福（同）
  - 死神的歌謠（2006年電視動畫化、2007年電視劇化）
  - BACCANO！大騷動！（2007年電視動畫化）
  - 狼與辛香料（2008年、2009年電視動畫化）
  - 艾莉森與莉莉亞（2008年電視動畫化）
  - 我家有個狐仙大人（同）
  - TIGER×DRAGON！（同）
  - 乃木坂春香的秘密（2008年、2009年電視動畫化、2012年OVA化）
  - 魔法禁書目錄（2008年、2010年、2018年電視動畫化、2013年動畫電影化）
  - 機巧魔神（2009年電視動畫化）
  - 無頭騎士異聞錄 DuRaRaRa!!（2010年、2015年、2016年電視動畫化）
  - 大小姐×執事！（2010年電視動畫化）
  - 野狼大神與七位夥伴（同）
  - 我的妹妹哪有這麼可愛！（2010年、2013年電視動畫化）
  - 說謊的男孩與壞掉的女孩（2011年真人化）
  - 電波女&青春男（2011年電視動畫化）
  - 蘿球社！（2011年、2013年電視動畫化）
  - 神的記事本（2011年電視動畫化）
  - C³ -魔幻三次方-（同）
  - 境界線上的地平線（2011年、2012年電視動畫化）
  - 加速世界（2012年電視動畫化、2016年動畫電影化）
  - 刀劍神域（2012年、2014年、2018年 - 2020年電視動畫化、2017年、2021年動畫電影化）
  - 櫻花莊的寵物女孩（2012年電視動畫化）
  - アラタなるセカイ（2012年OVA化）
  - 打工吧！魔王大人（2013年電視動畫化）
  - 青春紀行（同）
  - 某一天，炸彈從天而降（2013年電視劇化）
  - 噬血狂襲（2013年電視動畫化、2015年、2016年、2018年、2020年OVA化）
  - 黑色子彈（2014年電視動畫化）
  - 魔法科高中的劣等生（2014年、2020年電視動畫化、2017年動畫電影化）
  - 重裝武器（2015年電視動畫化）
  - 線上遊戲的老婆不可能是女生？（2016年電視動畫化）
  - 發條精靈戰記 天鏡的極北之星（同）
  - 從零開始的魔法書（2017年電視動畫化）
  - 天使的3P！（同）
  - 情色漫畫老師（2017年電視動畫化、2019年OVA化）
  - 青春豬頭少年（2018年電視動畫化、2019年動畫電影化）
  - 飛翔吧！戰機少女（2019年電視動畫化）
  - 喜歡本大爺的竟然就妳一個？（2019年電視動畫化、2020年OVA化）
  - 安達與島村（2020年電視動畫化）
  - 魔王學院的不適任者～史上最強的魔王始祖，轉生就讀子孫們的學校～（同）
  - 86－不存在的戰區－（2021年電視動畫化）
  - 青梅竹馬絕對不會輸的戀愛喜劇（同）
- 電擊遊戲文庫（日语：電撃ゲーム文庫）
- MediaWorks文庫
  - 古書堂事件手帖（2013年電視劇化、2018年真人化）
  - 偵探·日暮旅人（2015年電視劇化）
  - ちょっと今から仕事やめてくる（2017年真人化）
  - 博多豚骨拉麵團（2018年電視動畫化）
  - 君は月夜に光り輝く（2019年真人化）
  - 初恋ロスタイム（同）
  - 恋する寄生虫（2021年真人化）
- B-PRINCE文庫
- ジュエルブックス
- ジュエル文庫
- 電擊Comics
  - 爆走獵人（1995年電視動畫化、1996年OVA化）
  - 妖精狩獵者（1996年、1997年電視動畫化）
  - EAT-MAN（1997年、1998年電視動畫化）
  - 靈異獵人（1997年電視動畫化）
  - 鉄コミュニケイション（1998年電視動畫化）
  - D4公主（1999年電視動畫化）
  - 臣士魔法劇場 リスキー☆セフティ（同）
  - シーバス1-2-3（1999年OVA化）
  - 迷糊天使（2002年電視動畫化）
  - 神槍少女（2003年、2008年電視動畫化）
  - DearS（2004年電視動畫化）
  - 草莓棉花糖（2005年電視動畫化、2007年、2009年OVA化）
  - 鍵姫物語 永久アリス輪舞曲（2006年電視動畫化）
  - 女生愛女生（同）
  - Venus Versus Virus（2007年電視動畫化）
  - MURDER PRINCESS（同）
  - 天使們的戲曲（同）
  - 機械女僕（2007年OVA化）
  - 鋼鐵新娘（2008年電視動畫化）
  - 蘿黛的後宮玩具（2011年電視動畫化）
- 電擊Comics EX
  - 銀河戰國群雄傳（1994年電視動畫化）
  - 笑園漫畫大王（2000年OVA化、2001年動畫電影化、2002年電視動畫化）
  - 心之圖書館（2001年電視動畫化）
  - ニニンがシノブ伝（2004年電視動畫化）
  - 一擊殺蟲！！小惠惠（2004年OVA化）
  - 百合星人奈緒子美眉（2010年OVA化）
- 電擊Comics NEXT
  - 這個美術社大有問題！（2016年電視動畫化）
  - 廢天使加百列（2017年電視動畫化）
  - 三顆星彩色冒險（2018年電視動畫化）
  - 終將成為妳（同）
  - 一個人的○○小日子（2019年電視動畫化）
- シルフコミックス
  - 兄弟鬥爭（2013年電視動畫化、2014年OVA化）
  - 疾走王子（2016年電視動畫化）

#### ASCII系（書籍）
- ASCII新書（日语：アスキー新書）

#### 魔法的iLand系
- Sweet★Novel
- 魔法的iLand文庫（日语：魔法のiらんど文庫）
- 魔法のiらんどコミックス

## 遊戲軟體

### 任天堂DS
- Dear Girl〜Stories〜 响 响特训大作戦!
- 狼与香辛料 渡海之风
- 電擊學園RPG 女神的十字架

### PlayStation Portable
- Marriage Royale Prism Story（日语：マリッジロワイヤル#マリッジロワイヤル プリズムストーリー）
- 乃木坂春香的秘密 同人誌開始了♥
- 魔法禁書目錄
- 無頭騎士異聞錄 3way standoff（發行商）

## Web媒體
- 電撃オンライン （页面存档备份，存于） （日語）
- ASCII.jp
- 魔法的iLand

## 關聯條目
- 角川集團
- ASCII
- Media Works

## 外部連結
- 官方网站（日語）
- 的X（前Twitter）
- 的Facebook專頁